# Жак, Сергей Вениаминович
Сергей Вениаминович Жак (29 октября 1930 года, Ростов-на-Дону ― 22 марта 2012 года, Ростов-на-Дону) ― советский российский учёный, заведующий кафедрой Ростовского государственного университета (Южного Федерального Университета) в 1976 – 2008 годах.
Основатель кафедры высшей математики и исследования операций, основатель и руководитель научной школы ростовского университета «Оптимальное проектирование и смежные вопросы».
Автор 490 научных публикаций, из них 16 монографий и учебных пособий.
Доктор технических наук (1994), кандидат физико-математических наук (1959), профессор (1989), член – корреспондент Российской академии естествознания (с 2005 г.), академик 
Международной академии информатизации, Нью-Йоркской академии наук.
С.В. Жак – учёный в области механики, математики и математического моделирования, общественный деятель в сфере образования и социологии.
Наиболее известен как учёный и руководитель по разработке математических моделей  в  экономике.

## Биография
Сергей Вениаминович Жак родился 29 октября 1930 года в городе Ростов-на-Дону в семье донского писателя, поэта Вениамина Константиновича Жака.
Отец Сергея, Вениамин Константинович Жак (1905 – 1982), автор полусотни поэтических книг для детей и взрослых, поэм, сказок, рассказов, очерков и воспоминаний о В. Маяковском, Н. Островском, А. Серафимовиче, переводчик, литературный критик. Более шестидесяти лет его жизни отданы любимой литературной работе.
Мать Сергея, Мария Семёновна Жак (1901-1995),  родом из обеспеченной и интеллигентной ростовской семьи Браиловских. Она работала в библиотеках Ростова методистом, организовала библиотечную сеть для детей. Уже в преклонном возрасте написала  воспоминания ( Я помню «Ковчег» №2, 2002 г.).
Обширная библиотека в родительском доме, общение с детства с интересными людьми, поэтами и литераторами, привили Сергею любовь к чтению; хорошие школьные педагоги – к математике и спорту.
Вся взрослая  жизнь Сергея Вениаминовича Жака связана с Ростовским государственным университетом (Южный федеральный университет), в котором он учился и работал на протяжении 55 лет. Здесь он окончил с отличием физико-математический факультет по специальности «механика» в 1953 году.
В 1959 году защитил диссертацию на соискание учёной степени кандидата физико-математических наук,  а в 1994 году – на соискание учёной степени доктора технических наук. В 1989 году был утверждён в учёном звании профессора.
Он прошёл  путь от рядового преподавателя до заведующего кафедрой высшей математики и исследования операций, которую создал и заведовал 32 года, оставался до конца жизни профессором кафедры.
Сергей Вениаминович был разносторонне-одарённым человеком, прекрасно разбирающимся в литературе и искусстве, был, успешным спортсменом, заядлым туристом. Руководил секциями туризма, турпоходами, был инструктором горного туризма. Считал спортивный туризм не только школой выживания, оздоровления и спортивного совершенства, но и возможностью познания Родины и самого себя,  школой  преодоления природных и психологических трудностей. Он писал:
Я прошёл ледники и скалы,
Переправы и сплавы, тайгу…
И не раз меня смерть искала…
Те пути я забыть не могу!
```
   
С.В. Жак
```

Увлекаясь поэзией, Сергей Вениаминович пытался через неё найти ответ на самые важные, самые сложные вопросы в жизни.
Всё чаще мне о смысле жизни
Подумать хочется теперь.
Какая отворится дверь,
Но без меня, идущей тризне?
```
     
С.В. Жак
```

У Сергея Вениаминовича пятеро детей и падчерица. Все они так или иначе связаны с Южным федеральным университетом.  Одним из продолжателей династии преподавателей университета стала Екатерина Сергеевна Жак (род. 1954), которая с 1976 года преподает историю русской литературы.  Шестеро внуков.
Умер Сергей Вениаминович Жак 22 марта 2012 года в городе Ростов-на-Дону.

## Научные труды
Круг научных интересов С.В. Жака -  обширный и многообразный. Ранние работы посвящены устойчивости гироскопа, имеющего полости, заполненные жидкостью (ракета с топливными баками). Рассекреченный в 1989 г. справочник инженера – конструктора «Конструирование снарядов с жидким снаряжением» ссылается на статьи С.В. Жака. Профессором  С.В.  Жаком   получены научные результаты в теоретической механике, в теории случайного и адаптивного поиска экстремума, в построении интерактивных систем принятия решений, в математическом моделировании (методы оптимизации и их программная реализация), в теории массового обслуживания, в решении проблемы теплоснабжения зданий и сооружений.
С.В. Жак исследовал и разработал различные модели и методы:
- модели строительства и архитектуры;
- методы оптимизации работ транспорта и проектирования новых типов транспортных средств;
- модели формирования парка сельскохозяйственных машин;
- метод корректировки для построения расписания работ с учётом ресурсов;
- принцип гиперробастности;
- модели и методы прогнозирования потребности в специалистах;
- стохастические экономико-математические модели;
- модель дрейфа материков;
- методы и модели проектирования тяговых двигателей.

Особое место занимают в работах С.В. Жака модели развития экономических систем (от фирм и отраслей до экономики страны в целом).  К ним можно отнести модели динамического распределения прибыли, плоскую шкалу подоходного налога (формирование прогрессивной шкалы), ставки налога на добавленную стоимость, внутренние (договорные, хозрасчётные) цены, модели патернализма (ограничение импорта и защита отечественного производителя), модель Солоу и её обобщения (потребление, бюджет, инфраструктура, инвестиции в агрокомплексе и дотации).
С.В. Жак  разработал   эконометрическую теорию фирмы, на основе которой выявлен ряд тенденций развития экономических систем.
Предложенные им экономико-математические модели и методы позволили обнаружить  ряд недостатков существующей экономической политики – завышение ставки налога на добавленную стоимость, причины роста тарифов (грозящего экономическим коллапсом), недопустимость априорного формирования параметров дилерских сетей и.т.п.
Его работы по методам и моделям экономики в настоящее время актуальны  и порождают  необходимость дальнейшего исследования.
К наиболее значимым результатам научных работ профессора С.В. Жака можно отнести следующие разработки, содержащие новые подходы и модели:
1. Гироскоп с полостью, заполненной идеальной жидкостью. Теория ракет.  Т.1. Квазитвёрдое  вращение возможно только в эллипсоидальной полости. Т.2. В отличие от твёрдого гироскопа, здесь существуют две критических скорости вращения (неустойчивость, устойчивость, снова неустойчивость), 1957 г.
2. Теория многоинструментной обработки: одно – и многокритериальные модели, 1960 -1980 г.
3. Формирование парка сельскохозяйственных машин. Диспропорция оплаты живого и овеществлённого труда, 1964 – 1990 г.
4. Метод корректировки для построения расписания работ с учётом ресурсов. Условное назначение горизонта просмотра, 1967 г.
5. Разделение генераций элементов и соединений по геологическим данным, 1964 – 1975 г.
6. Многокритериальные задачи. Интерактивное формирование функции ценности: от априорных предпочтений к весам. Сведение задач к специальным задачам линейного программирования, 1990-2004 г.
7. Процедуры решения задач дробно-линейного программирования, 1998-1999 г.
8. Стохастические экономико-математические модели. Теорема о «вилке» - двусторонняя оценка оптимума, 1972 г.
9. Специальные классы оптимизационных задач. Эффективное вычисление вершин. Двоичное перечисление их, 2000 г.
10. Эвристики и случайный поиск. Правила остановки, 1968 г.
11. Дифференциальные уравнения абразивного износа поверхностей, 1973 г.
12. Упрощенный метод определения коэффициентов разложения решения СОДУ по фундаментальным решениям, 2004 г.
13. Задача унификации, её обобщение и формирование типажа (типоразмеров) машин (приборов), 1972 г.
14. Принцип гиперробастности:  построение моделей, независимых от вида функции распределения случайных факторов, а зависящих только от необходимых в данной задаче статистик, 1997 г.
15. Макроэкономические модели. Модель Солоу и её обобщения: собственно потребление, бюджет, инфраструктура, инвестиции в агрокомплексе и дотации, 1997 г.
16. Эконометрическая модель фирмы. Уравнение для оптимальной цены. Критическое значение ставки налога на добавленную стоимость. Обобщенная точка Лаффера. Соотношение интересов фирмы, коллектива и общества. Модель эффективности рекламы, 1994 г.
17. Обоснование плоской шкалы подоходного налога и модели формирования прогрессивной шкалы, 1997 г.
18. Синхромаркетинг. Режимы оптимальных поставок. Парадоксальные решения – неполное удовлетворение спроса. Сезонный спрос, 1992 г.
19. Модели патернализма – ограничения импорта и защита отечественного производителя, 1997 г.
20. Внутренние (договорные, хозрасчётные) цены. Различные модели. Двойное наказание «рвачей», 1994 г.
21. Динамическое распределение прибыли – информация о стратегии инвестиции в производство и в дивиденды, 1995-1996 г.
22. Соотношение решений по удельным и абсолютным критериям, 1997 г.
23. Простейшая модель влияния увеличения заработной платы на экономику в целом, 2004 г.

В список можно отнести  новые спецкурсы: математические модели менеджмента и маркетинга, методология математического моделирования в экономике, математические модели оптимального проектирования, методы принятия решений в условиях многокритериальности и стохастики, математическое моделирование в инженерных науках.
По названным курсам имеются книги с грифом Министерство образования РФ, монографии, учебно-методические пособия.
О книге «Математические модели менеджмента и маркетинга» в рецензии журнала «Вестник образования» сказано: «…комплект не имеет аналогов, в нём использованы принципиально новые методы и решения».

## Оценки учёных
| С.В. Жак – автор 16 книг (учебники по самым важным научным проблемам, монографии, формирующие новое отношение к науке и окружающей среде) и 490 научных публикаций, в которых чётко, образно, компетентно выражено своё видение обсуждаемой проблемы. Ряд научных статей опубликован в зарубежных изданиях (Германия, Польша, в том числе в ПЕРГАМОН-ПРЕСС). Опубликованные издания получили признание и широкое распространение в научном мире. Оригинальное сочетание фундаментальных математических подходов и практическое направление рассматриваемых процессов и их моделей в его работах привлекает специалистов и научных работников, как в России, так и за рубежом. На научные работы С.В. Жака обратили внимание крупные учёные (член-корреспондент АН СССР А.И. Лурье, академики РАН Н.Н. Моисеев, И.И. Ворович, В.Л. Макаров, С.С.Шаталин, В.А. Бабешко, В.М. Полтерович, В.И. Минкин, профессора С.И. Зуховицкий, В.Н. Лившиц, Н.Я. Краснер и др.), которые позже стали его друзьями. Академик В.Л. Макаров охарактеризовал работы С.В. Жака так: «…Экономико-математические исследования отличаются широкой палитрой научных результатов – от экономической теории до инженерной экономики». Коллектив ЦЭМИ г. Москва неоднократно приглашал С.В. Жака на семинары по системному анализу с докладами и высоко оценивал его яркие содержательные выступления. Академик РАН В.И. Минкин отозвался о книге «МиФ, математика и филология» так: « Приятно сознавать, что в нашем университете есть высокообразованные люди с кругозором, не ограничиваемым узкопрофессиональной экспертизой… Знания С.В. Жака простираются за его пределы в области общей культуры, эпистемологии и литературы». Академик РАН В.А. Бабешко: «Сергей Вениаминович фактически самостоятельно разрабатывал программы и содержание лекций, которые отличались удивительной ясностью и доступностью для понимания и усвоения». Одним из первых учеников академика РАН Н.Н. Моисеева был Сергей Вениаминович Жак, их знакомство позже перешло в дружбу и длилось около 50 лет. Н.Н. Моисеев был научным руководителем кандидатской диссертации С.В. Жака. Первые встречи произошли в альпинистском лагере «Алибек» в 1950 году. Во время альпинистских тренировок они беседовали о научных проблемах, о роли механики. Н.Н. Моисеев учил не только формальным методам исследования, но и широкому подходу к жизни, отношению к новым реалиям в науке и обществе. Он говорил: «Какой бы путь развития ни избрало человечество для того, чтобы сохранить себя на планете, это может быть только выбор разума, опирающийся на науку, на знания». С.В. Жак постоянно поддерживал связь со многими отечественными и зарубежными учёными, сотрудничал с учёными города Глазго (Великобритания) по теме: «Оптимизация проектных и плановых решений». На протяжении многих лет научные труды С.В. Жака упоминаются во Всемирных изданиях Who’s Who in the World, Who’s Who in Science and Engineering. |

## Научно – организационная деятельность
С.В. Жак сочетал научную работу с научно-организационной деятельностью. Он основал научную школу «Математические модели экономики и производства». В начале 60-х годов один из первых   исследовал  математическое  моделирование  в экономике.
В 1971 году проводил первую Всесоюзную школу по теории сложных систем в  Ростове-на-Дону. Организовал при кафедре региональную научную школу «Оптимальное проектирование и смежные вопросы», которая функционировала свыше десяти лет. Проводил выездные семинары в Белой речке, Махачкале, Гизель-Дере.
Научно-методические семинары этой школы способствовали разработке новых курсов и методов преподавания, а также апробации научных исследований в области прикладной математики учёными Ростова и городов Ростовской области, Краснодара, Воронежа, Элисты, Минска, Днепропетровска, Якутска.
С.В. Жак занимался проблемами САПР (CAD\CAM) и был организатором и руководителем подсекций «Оптимального проектирования Республиканской программы САПР».
В течение многих лет он руководил отделом «Исследования операций» в НИИМПМ (ЮФУ) и добился существенных научных результатов по проблеме оптимального проектирования, выполняя хоздоговорные работы для предприятий Ростова-на-Дону, Новочеркасска, Азова, Красного Аксая.
С.В. Жак принимал участие в грантах «Университеты России» и РФФИ, посвященных интеграции академической и вузовской науки.
Он был председателем редакционной комиссии по математике и механике, членом редколлегии периодических изданий, членом Оргкомитета Международных научных школ «Системное моделирование социально-экономических процессов» имени академика С.С.Шаталина.
Профессор С.В. Жак выступал с докладами на многих авторитетных,  научных,  российских и зарубежных форумах (Германия, Польша, Шотландия, Белоруссия, Украина, Калмыкия, Дагестан, Латвия). Участвовал в работе Международной научно-практической конференции Санкт-Петербурга (2000 г.,2002 г.,2003 г.), Международной конференции по многокритериальным задачам в г. Ялта (1988 г., 2010 г.).
Последние десять лет был членом Советов по защите кандидатских и докторских диссертаций по специальностям, связанным с математическим моделированием в области машиностроения, транспорта и других отраслях;  привлекался к рецензированию, оппонированию и экспертизе кандидатских и докторских диссертаций.

## Гражданская  позиция
Исследуя фундаментальные проблемы управления экономикой страны, профессор С.В. Жак чувствовал ограниченность технократического подхода, понимал необходимость соединять методы гуманитарных и естественных наук, чтобы осознать природу общественных регуляторов, направляющих самодеятельность множества людей в русло согласованного развития, совершенствовать их, применяя компьютерные методы обработки информации.
С.В. Жак создал методологию междисциплинарных исследований, основанную на математических и компьютерных методах. Он констатировал: «Наука – едина, и изучение её – в том или ином виде – должно прослеживать это единство и взаимовлияние».
Примером может послужить его учебник «МиФ, математика и филология» (лекции о математике для филологов), (2008 г.), который раскрывает двустороннюю связь этих наук. Он утверждал, что менталитет учёного формируется гуманитарными науками.
В последние годы жизни С.В. Жак занимался публицистикой («Что и как сулит нам БАК? (большой адронный коллайдер)»), писал о реформах образования («Болевые точки современного образования», «Наука едина», «Интернет или учебник?», «Эрудиция или креатив?»).
Раскрывая болевые точки современного образования, С.В. Жак выделил три аспекта: 
- методы современных расчётов;
- роль технического образования, воспитание инженерного мышления;
- роль и место компьютерной поддержки образования и исследований.

На вопрос «Интернет или учебник?»  он даёт ясный ответ: «Интернет – это набор знаний, справочник, наполняющий сосуд, в котором пустота, а  учебник обучает самостоятельному мышлению, умению извлекать новые знания, способствует разжиганию огня, мерцающего в сосуде».
С.В. Жак предлагал пути выхода из экономического кризиса в своих статьях: «Угроза краха экономики», «Куда и почему ползут цены?».
Свою гражданскую позицию он смело отстаивал и убедительно выражал в статьях, опубликованных в газетах и журналах.
Профессор  С.В. Жак вырастил и воспитал  ряд  учёных,  известных  в научном мире, работающих в России и за рубежом (Германия, США, Канада, Израиль, Англия, Вьетнам, Сирия, Калмыкия, Белоруссия, Грузия, Дагестан) на руководящих должностях. Среди его учеников 23 кандидата и 7 докторов наук (физико-математических, технических, экономических).
С.В. Жак учил своих учеников не только формальным методам исследования, но и  активной общественной позиции, освоению компьютерной техники, анализу новых экономических отношений и возникающих при этом проблем. Он прививал умение не просто  решить возникающую проблему, но и указать направление дальнейших исследований. Учил ответственности и чёткости во всём, рациональному планированию первостепенных целей и собственных сил, выделению главных моментов в своих и чужих исследованиях.

## Награды и почётные звания
За многолетнюю работу по подготовке кадров высшей квалификации, научно-исследовательскую деятельность и вклад в развитие высшего образования Сергей Вениаминович Жак награждён почётным званием «Заслуженный работник высшей школы РФ».
Профессор С.В. Жак  постоянно сотрудничал с Российской академией естествознания (РАЕ), принимал участие во Всероссийской выставке-презентации учебно-методических изданий и был лауреатом.
Книги, ставшие победителями и лауреатами Всероссийского конкурса («Экономика для инженеров», 2005 г., «Детерминированная финансовая математика», 2009 г., «МиФ, математика и филология», 2010 г.), рекомендованы для использования в учебном процессе и переиздания для широкой научной общественности в России и за рубежом.
РАЕ присвоила С.В. Жаку почётное  звание – основатель научной школы «Математические модели экономики и производства», «Заслуженного деятеля науки и образования».
Ветеран труда

## Основные работы
- Жак С.В.  О движении гироскопа с полостью, заполненной жидкостью – АЧИМСХ, сбор. Н.-т. Работ, в.10, 1957 – 1.0
- Жак С.В.  Математико-экономические методы решения проблемы выбора оптимальной системы с/х машин – ВИСХОМ, материалы научно-технического совета, М.,вып. 18, 1964 – 1.5
- Жак С.В.  Полустохастические методы решения задач выпуклого программирования – Кибернетика, ИК АН УССР, Киев, №6, 1968 – 0.5
- Жак С.В.  Математическое программирование. Нелинейные и стохастические задачи – Изд. РГУ Ростов н/Д, 1972 – 4.0
- Жак С.В.  Оптимизация электродвигателей – ИРУ, Ростов н/Д, 1978 – 10.0
- Жак С.В., Горстко А.Б.   Исследование операций – МГУ, Москва, 1980
- Жак С.В.  Оптимизация проектных решений в машиностроении. Методология, модели, программы. – Ростов н/Д, ИРУ, 1982 – 10.0
- Жак С.В.  Нелинейные обобщения уравнений размножения и гибели – Wiss. Zeitschr der Hochschule fur Arch. Und Bauwesen, Weimar, N:2, 1982
- Жак С.В.  Программное обеспечение  оптимизационных задач САПР – Вопросы кибернетики. Модели и методы глобальной оптимизации, Москва,1985 – 0.5
- Жак С.В.    Математические модели менеджмента и маркетинга – Ростов н/Д, ЛаПО, 316 с., 1997 – 16.8
- Жак С.В. и др   Экономика. Компьютерное моделирование – ЛаПО, Ростов н/Д, 232 с.,1998 – 12.0
- Жак С.В. и др  Маркетинг. Компьютерное моделирование – ЛаПО, Ростов н/Д, 297 с.,1999 – 16.0
- Жак С.В.   Модели взаимодействия отраслей и фирм – Системное моделирование соц. экон. процессов. Воронеж, ВГУ, с.100-110, 2000 -1.0
- Жак С.В.  Проблема стабилизации цен – Компьютерное моделирование. Экономика. М., Вузовская книга, с. 39-50, 2000 – 0.8
- Жак С.В.  Конфликт интересов и формирование внутренних цен – Теория конфликта и её приложения. Воронеж, 2002, с. 122-124, 2002-0.3
- Жак С.В.  Куда и почему ползут цены? – Экономическая наука современной России. №3, с. 141-145, 2002-0.5
- Жак С.В.  Модификации модели Солоу и устойчивость выводов – Модели и дискретные структуры, Сборник  научных трудов, Элиста, с. 44-50, 2002-0.6
- Жак С.В.  Модели защиты отечественного производства (патернализм и протекционизм) – Экономический вестник РГУ, т.1, с. 23-28, 2003 -1.0
- Жак С.В.  Об одной традиционной неточности в теории массового обслуживания – Компьютерное моделирование. Экономика. Вып.2, М.: Вузовская книга, с. 75-84, 2003-0.8
- Жак С.В.   Экономика для инженеров – Вузовская книга, М.,232 с.,2004 -14.5
- Жак С.В.  О проблемах математического моделирования – Системы управления и информационные технологии. Научно-технический журнал №1(23). Москва-Воронеж, Научная книга, с. 77-81, 2006
- Жак С.В., Сантылова Л.И.   МиФ, математика и филология – Ростов н/Д, Изд. ЮФУ, 2008, 80 с.
- Жак С.В.   Детерминированная финансовая математика –  Ростов н/Д: Изд-во ЮФУ, 2008 – 160 с.
- Жак С.В. и др.   Princepes de Description des Verres anciens depuis les Temps les plus Recules jusque’ au XIII siècle de N.E. – Wydawnictwo DiG Warszawa – Torun,  218 p., 2002
- Жак С.В.  Эрудиция или креатив?   Международный журнал экспериментального образования  № 1, 2012